# Раджастханська мова
Раджаста́нська мова, раджаст́ані або раджастха́ні (राजस्थानी, راجستھانی) — мова або мовний кластер центральних індоарійських мов, поширена переважно в індійському штаті Раджастхан та прилеглих районах Індії і Пакистану. Загальна кількість носіїв у штаті Раджастан за переписом населення 2001 року становить 36 млн, тоді як загальна кількість оцінюється у 80 млн.
Характерні риси раджастані — фонологічне протиставлення приголосних за м'якістю — твердістю, розвинена система гонів; є ергативна конструкція речення, специфічні форми інфінітива, дієприкметника та ін. Для раджастхані використовують переважно письмо деванагарі.